# Cathelicopters
Cathelicopters S. L. ist eine spanische Fluggesellschaft, die ausschließlich Hubschrauber einsetzt. Sie hat ihren Hauptsitz in Barcelona. Die Fluggesellschaft mit IATA-Code HCT ist in der Europäischen Union mit Air Operator Certificate H0-22 zertifiziert und nach JAR 145 ES 145.197 zugelassen.   
Nach der Gründung im Jahre 2000 wurde der Flugbetrieb 2004 am Heliport im Hafengebiet von Barcelona aufgenommen. Vom Heliport Barcelona, mit eigenem Passagierterminal, werden neben Rundflügen, Charterflüge und auch Linienflüge von Barcelona nach Andorra angeboten. Weitere Linienverbindungen werden vom zweiten Standort am Heliport Ceuta nach Algeciras und Ceuta – Málaga durchgeführt. Nach eigenen Angaben beförderte die Fluggesellschaft seit 2004 rund 160.000 Passagiere.
Laut tripadvisor.com ist das Unternehmen geschlossen.

## Flotte
Mit Stand Juli 2013 besteht die Flotte der Cathelicopters aus neun Hubschraubern:
Heliport Barcelona:
- 1 Aérospatiale SA-315 LAMA
- 4 Eurocopter AS 355 B3
- 1 Eurocopter EC 120 Bravo “Colibri”
- 1 Eurocopter EC 135 P2+ 1
- 1 Robinson R44

Heliport Ceuta:
- 1 Bell 412EP